# František Kocián
František Kocián war ein tschechoslowakischer Ringer und Gewichtheber. Er nahm bei den Olympischen Sommerspielen 1920 in Antwerpen im Halbschwergewicht des griechisch-römischen Stils teil. 
Teilweise verwendete er den Künstlernamen „Frank Ocean“. 